# Ossenreyerstraße 19 (Stralsund)
Das Haus mit der postalischen Adresse Ossenreyerstraße 19 ist ein unter Denkmalschutz stehendes Warenhaus in der Ossenreyerstraße in Stralsund.

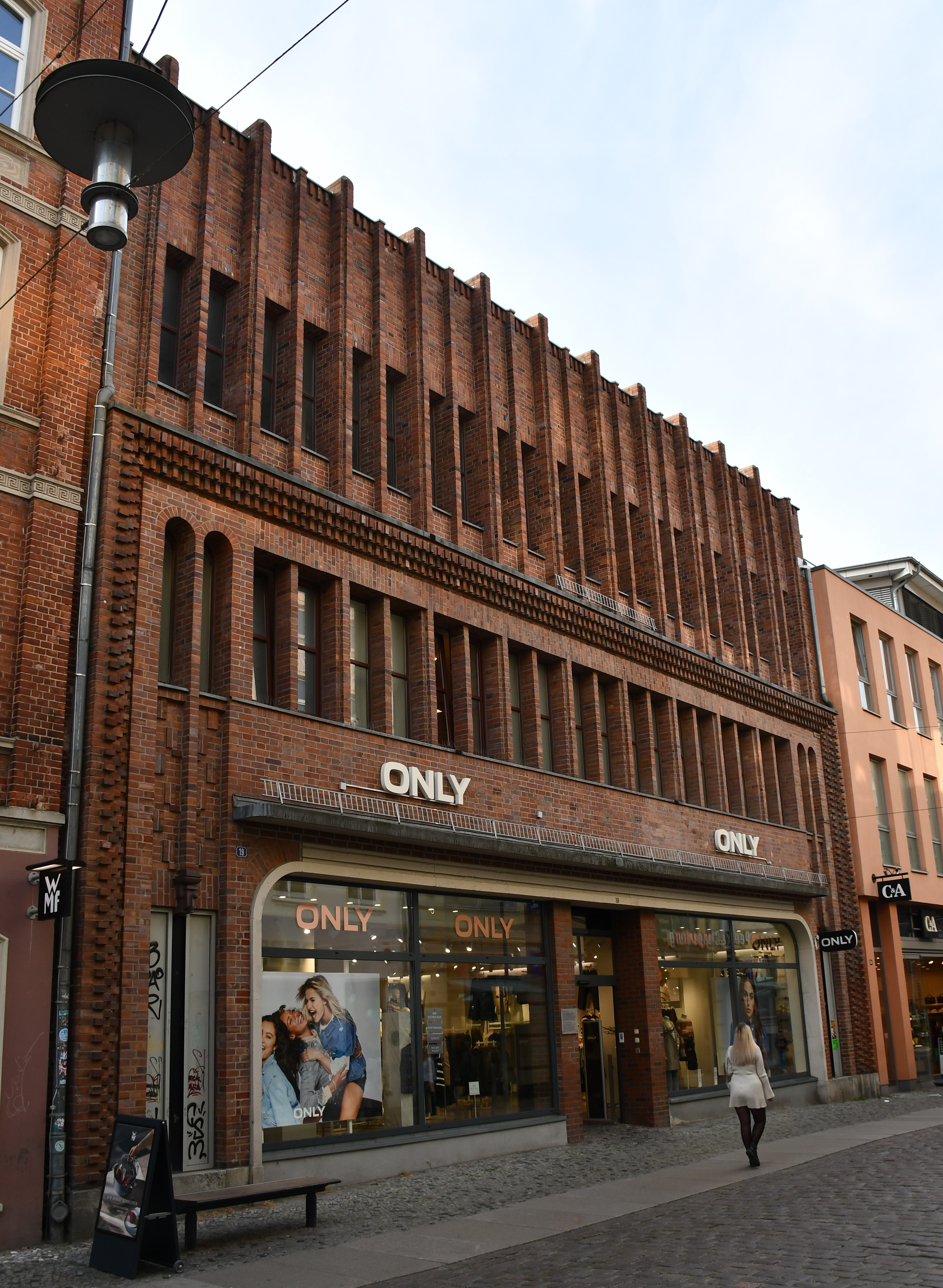
Stralsund, Haus Ossenreyerstraße 19 (2023)

Das dreigeschossige Gebäude ließ der Kaufmann Leonhard Tietz im Jahr 1902 errichten; am 11. Oktober 1902 wurde es eröffnet. Die heutige Fassade im Stil des Backsteinexpressionismus stammt aus dem Jahr 1927.
Im Erdgeschoss ist durchgängig eine Schaufensterfront gestaltet. Das erste Obergeschoss weist ein Band schmaler, leicht zurückgesetzter Fenster auf. Das Erdgeschoss und das erste Obergeschoss werden durch einen Zahnschnittfries eingefasst. Das zweite Obergeschoss ist betont vertikal gegliedert; zwischen die Fenster sind Pfeiler gesetzt, die auch durch den attikaähnlichen Abschluss gezogen sind.
Das Haus liegt im Kerngebiet des von der UNESCO als Weltkulturerbe anerkannten Stadtgebietes des Kulturgutes „Historische Altstädte Stralsund und Wismar“. In die Liste der Baudenkmale in Stralsund ist es mit der Nummer 626 eingetragen.
Bei dem Bau handelte es sich um ein Warenhaus der „Leonhard Tietz AG“, die von Leonhard Tietz gegründet und von dessen Sohn Alfred Leonhard Tietz fortgeführt worden war.